# James Gould Cozzens
James Gould Cozzens (Chicago, 1903 — Florida, 1978) va ser un escriptor nord-americà.
Les seves novel·les enfronten els personatges amb dilemes morals, sovint amb una elaborada trama psicològica. El 1948 va rebre el premi Pulitzer per Guard of Honor.

## Obres
- Men and Brethren (1936)
- The Just and the Unjust (1942)
- Guard of Honor (1947)
- By Love Possessed (1958).